# Бернамвуд (Вісконсин)
Бернамвуд (англ. Birnamwood) — селище (англ. village) в США, в округах Шавано і Марафон штату Вісконсин. Населення — 730 осіб (2020).

## Географія
Бернамвуд розташований за координатами 44°55′54″ пн. ш. 89°12′34″ зх. д. / 44.93167° пн. ш. 89.20944° зх. д. (44.931785, -89.209433).  За даними Бюро перепису населення США в 2010 році селище мало площу 5,73 км², уся площа — суходіл.

## Демографія
Згідно з переписом 2010 року, у селищі мешкало 818 осіб у 343 домогосподарствах у складі 217 родин. Густота населення становила 143 особи/км².  Було 383 помешкання (67/км²).
Расовий склад населення:
| - 97,2 % — білих - 0,7 % — корінних американців - 0,5 % — чорних або афроамериканців |

До двох чи більше рас належало 1,0 %. Частка іспаномовних становила 1,8 % від усіх жителів.
За віковим діапазоном населення розподілялося таким чином: 22,6 % — особи молодші 18 років, 54,8 % — особи у віці 18—64 років, 22,6 % — особи у віці 65 років та старші. Медіана віку мешканця становила 41,5 року. На 100 осіб жіночої статі у селищі припадало 101,5 чоловіків;  на 100 жінок у віці від 18 років та старших — 96,6 чоловіків також старших 18 років.
Середній дохід на одне домашнє господарство  становив 45 013 долари США (медіана — 37 639), а середній дохід на одну сім'ю — 57 444 долари (медіана — 55 833). Медіана доходів становила 40 114 долари для чоловіків та 33 125 доларів для жінок. За межею бідності перебувало 20,1 % осіб, у тому числі 26,8 % дітей у віці до 18 років та 23,5 % осіб у віці 65 років та старших.
Цивільне працевлаштоване населення становило 321 особа. Основні галузі зайнятості: виробництво — 14,3 %, освіта, охорона здоров'я та соціальна допомога — 13,7 %, роздрібна торгівля — 11,8 %, мистецтво, розваги та відпочинок — 10,3 %.